# Samling (Bo Kaspers orkester)
Samling är ett samlingsalbum från 2009 med Bo Kaspers Orkester. Det innehåller låtar från tidigare album utgivna 1996-2009. På albumet finns även den nyutgivna låten Intill dig med Pauline.

## Låtlista
1. Vi kommer aldrig att dö - Nyinspelad version (2009)
2. I samma bil (2006)
3. Innan allt försvinner (2008)
4. Undantag (1998)
5. Hon är så söt (1994)
6. Köpenhamn (1993)
7. Intill dig - med Pauline (2009)
8. Stunder som den här - Radioversion (2008)
9. Svårt att säga nej - med Lisa Ekdahl (1996)
10. Semester (1998)
11. Ett ögonblick i sänder (2001)
12. Brev (2008)
13. En man du tyckte om (2006)
14. Allt ljus på mig (1998)
15. Ett & noll (1996)
16. Det går en man omkring i mina skor (1992)
17. Dansa på min grav (2003)
18. Ett fullkomligt kaos (2001)
19. Innan klockan slagit tolv (2001)

## Listplaceringar
| Lista (2009-2010) | Topplacering |
| ----------------- | ------------ |
| Norge             | 7            |
| Sverige           | 5            |